# Efreuna

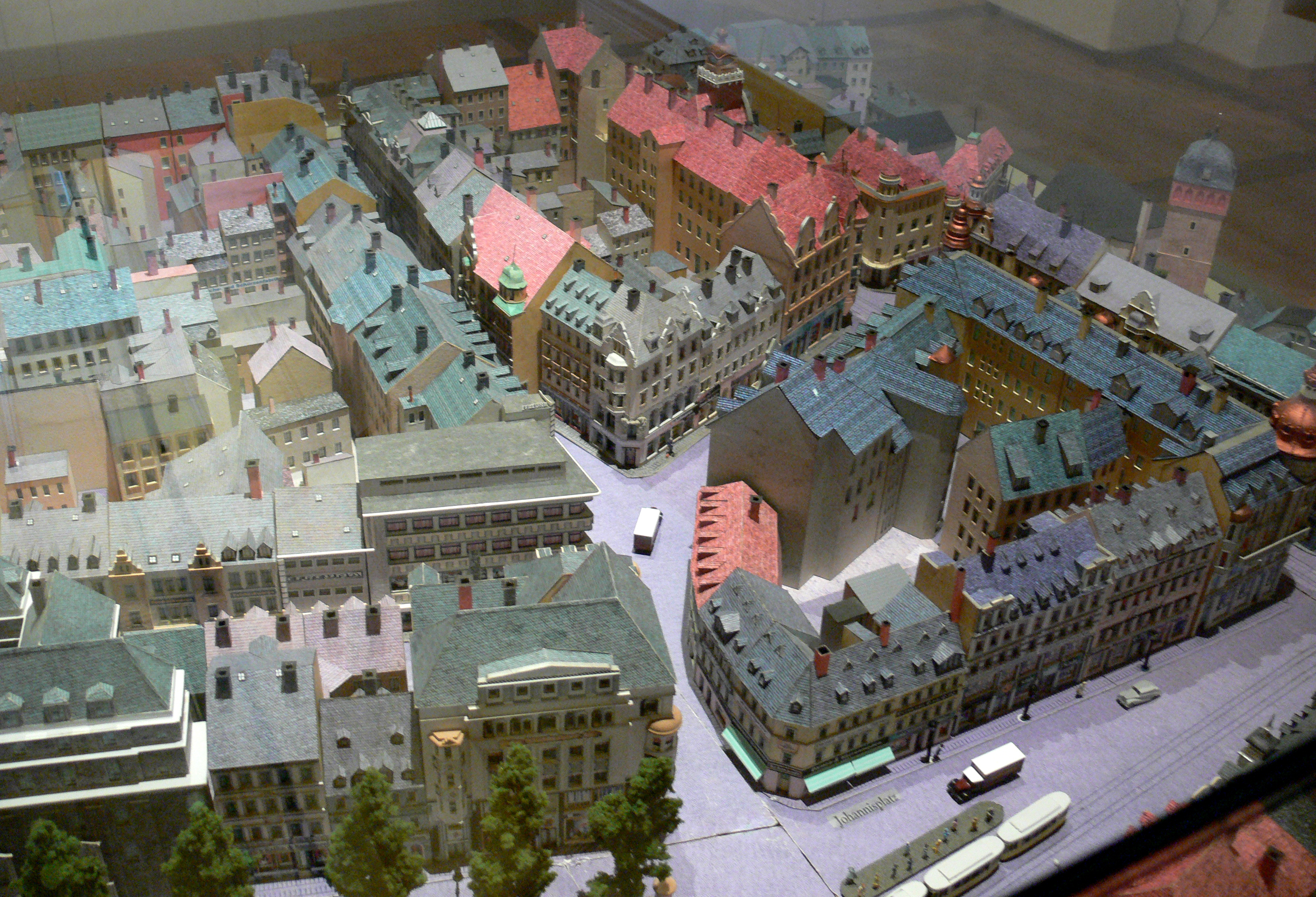
Das Stadtmodell zeigt den Zustand des Johannisplatzes und seiner Umgebung vor der Zerstörung.

Efreuna war der Name verschiedener Gastronomiebetriebe in Chemnitz. Die bis 2012 bestehende Filiale auf dem Kaßberg, West-/Ecke Ulmenstraße, galt als die älteste noch existierende Konditorei der Stadt. Die musikalische Tradition und die Rolle als Treffpunkt und Erinnerungsort wirkten bis in die Gegenwart nach. 

## Gründung und Namensgebung
Emil Freund gründete um 1850 eine Konditorei in Chemnitz, die schließlich so erfolgreich wurde, dass Freunds Name nicht getilgt wurde, als das Geschäft in andere Hände überging. Aus der neuen Firma Emil Freund Nachfolger entstand dann das Akronym Efreuna. Neben dem Stammhaus wurde um 1910 eine Filiale auf dem Kaßberg errichtet. Diese Filiale mit der Adresse Ulmenstraße 61 überstand im Gegensatz zum ursprünglich bedeutenderen Café Efreuna auf dem Eckgrundstück Zwingerstraße 6 / Innere Johannisstraße und anderen Filialen die Bombardierungen im Zweiten Weltkrieg und wurde bis zur Schließung 2012 genutzt. Sie stammt aus der Zeit der Übernahme des Geschäfts durch Karl Jentsch.

## CaféEfreunain der Zwingerstraße
Jentsch eröffnete 1929 das Efreuna in der Zwingerstraße, das als Großkonditorei und Konzertcafé beworben wurde und etwa 400 Gästen Platz bot. Das Gebäude im Stil des Neuen Bauens besaß eine horizontal gegliederte Fassade mit großen, nur durch schmale Pfeiler voneinander getrennten Fenstern und einem abstrahierten Zinnenfries, der jeweils auf den Brüstungsbändern der Obergeschosse die abgerundete Gebäudeecke umlief. Die Schmalseite des Hauses wurde seitlich durch das vertikale Fensterband eines Treppenhauses akzentuiert, das bei Nacht effektvoll beleuchtet war und als Lichtturm wirkte. Direkt über den Schaufenstern des Erdgeschosses war ein vorkragendes Lichtband angebracht, auf dem an der Gebäudeecke – über dem Haupteingang – in dunklen Großbuchstaben der Name EFREUNA stand. Im Inneren des Cafés, das sich über mehrere Stockwerke erstreckte, gab es ein Podium für die Kapelle. Die Besucher konnten zwischen Plätzen im Erdgeschoss und auf der Galerie wählen; über dem Podium befand sich ein großes, künstlerisch bedeutendes Wandmosaik. Die Einrichtung war im Art-Déco-Stil gehalten.
Aus architekturgeschichtlicher Sicht bildete das Efreuna an der Johannisstraße einen Glanzpunkt der Moderne in der durch Bauten des 19. Jahrhunderts geprägten Innenstadt.

## Konzertbetrieb
Das Efreuna hatte eine lange Tradition von qualitätvoller Kaffeehausmusik und Auftritten bedeutender Musiker bei Abend- und Tanzveranstaltungen. In dem Betrieb spielten unter anderem Adolf Kühnholz und 1934 der brasilianische Jazzpionier Eduardo Andreozzi mit ihren Orchestern.

## Überlieferung
Das Café Efreuna in der Zwingerstraße war bis 1945 in Betrieb; erhalten geblieben ist nur eine funktionstüchtige Baumkuchenmaschine. Das Café auf dem Kaßberg und eine Vorführung der Baumkuchenmaschine waren Teil von Stadtführungen durch Chemnitz.
Das Efreuna wird in mehreren, auch belletristischen, Büchern als Treffpunkt erwähnt. Es war 2004 als Teil 6 der Serie Lokale Helden Thema eines Features auf Radio t.
In der Nachkriegszeit nahm das Café am Markt einen Teil der Tradition auf.

## Schließung der Konditorei und Neuanfang als Kunsthandel
2012 schloss die Konditorei auf dem Kaßberg. Später fand sich ein neuer Betreiber, der an gleicher Stelle eine eigene Konditorei betreibt. Seit 2016 wagt die Firma Efreuna, nun in dritter Generation, einen Neuanfang als Kunst- und Antiquitätenhandel.